# Gräberfeld Bettelbühl

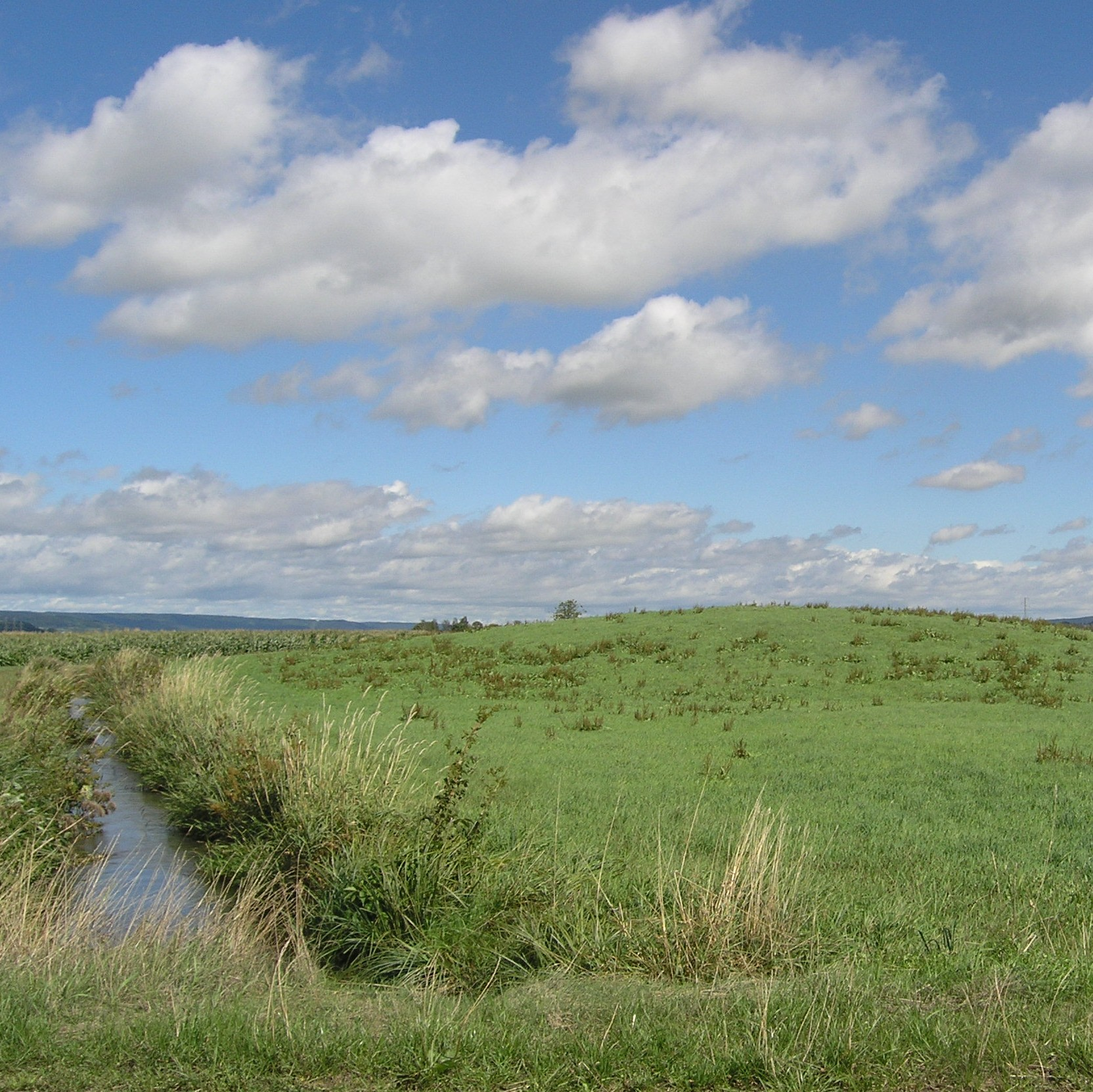
Bettelbühl – flacher Grabhügel neben dem Bettelbühl-Bach

Das frühkeltische Gräberfeld Bettelbühl liegt etwa zweieinhalb Kilometer südöstlich der Heuneburg in der hier breiten, ebenen Donauaue der baden-württembergischen Gemeinde Herbertingen im Landkreis Sigmaringen.

## Name und Lage
Der Name „Bettel“ weist auf einen armen Boden hin, wie auch die Bezeichnung der Gemarkung „Gesöd“ für sumpfige, morastige Wiesen steht. Die breite Talaue, in der die Donau einst mäandrierend immer wieder ihr Bett geändert hat, ist erst nach Entwässerung ackerbaulich nutzbar geworden. Einer der Entwässerungsgräben führt als Bettelbühlbach direkt an dem größten Grabhügel vorbei.
Das Gräberfeld umfasst sieben Hügel, von denen sechs durch Ackerbau weitgehend verflacht sind. Lediglich der namengebende Bettelbühl ragt mit 3,7 Meter und einem Basisdurchmesser von 50 Meter deutlich aus der Ebene hervor. Er ist als Bodendenkmal geschützt.

## Forschung
Die beiden nördlichsten Hügel sind erst im Jahr 2000 entdeckt worden, als bei archäologischen Feldbegehungen mehrfach Scherben gefunden wurden, die auf ein aufgepflügtes Grabinventar hinwiesen. Um weiterer Zerstörung durch den Pflug vorzugreifen, wurden die beiden kaum noch erkennbaren Hügel im August 2006 im Rahmen von Lehrgrabungen der Gesellschaft für Vor- und Frühgeschichte in Württemberg und Hohenzollern untersucht.
Die archäologische Ausgrabung erbrachte in dem einen Hügel eine Grabeinfassung von rund 9,6 × 9,6 Meter, die als Gräbchen in den Donaukies eingetieft war. Im Zentrum fanden sich einige Keramikfragmente und ein einzelner Langknochen.
Beim zweiten Hügel konnte anhand von vier Pfostenstellungen im Randbereich auf einen ehemaligen Durchmesser von rund 20 Metern geschlossen werden. Er enthielt einen hallstattzeitlichen Geschirrsatz aus mehreren Kegelhalsgefäßen, die teilweise noch kleine Schöpfschalen enthielten, sowie einem ritzverzierten Stufenteller. Die Scherben wiesen wenig Stabilität auf, was für eine reine Funeralkeramik, die also speziell für die Bestattung hergestellt und nur schwach gebrannt wurde, charakteristisch ist. Reste von Knochen oder Leichenbrand wurden in dem eher sauren Boden nicht gefunden.

Blockbergung des Stufentellers
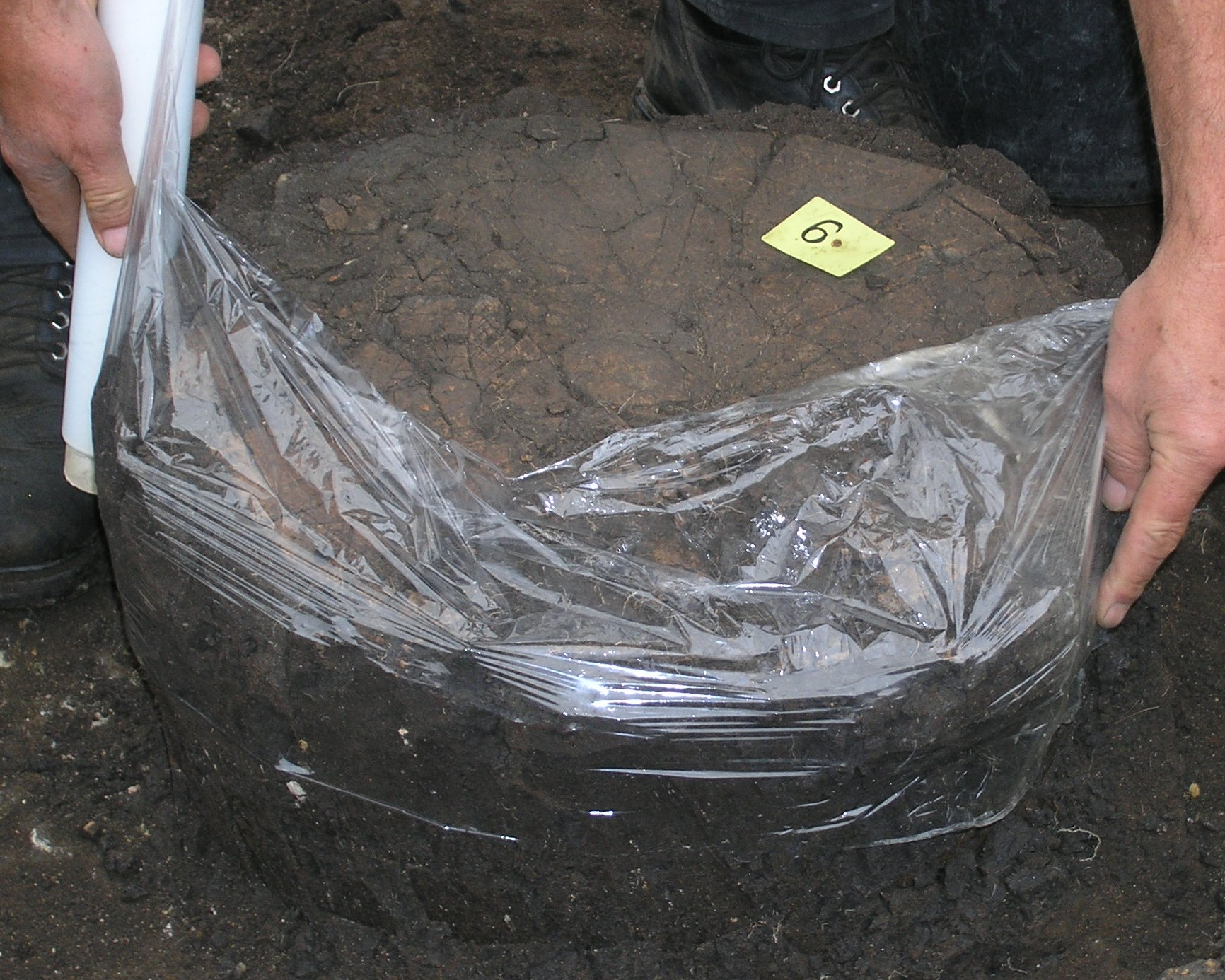
Die Keramik wird mit Folie geschützt.
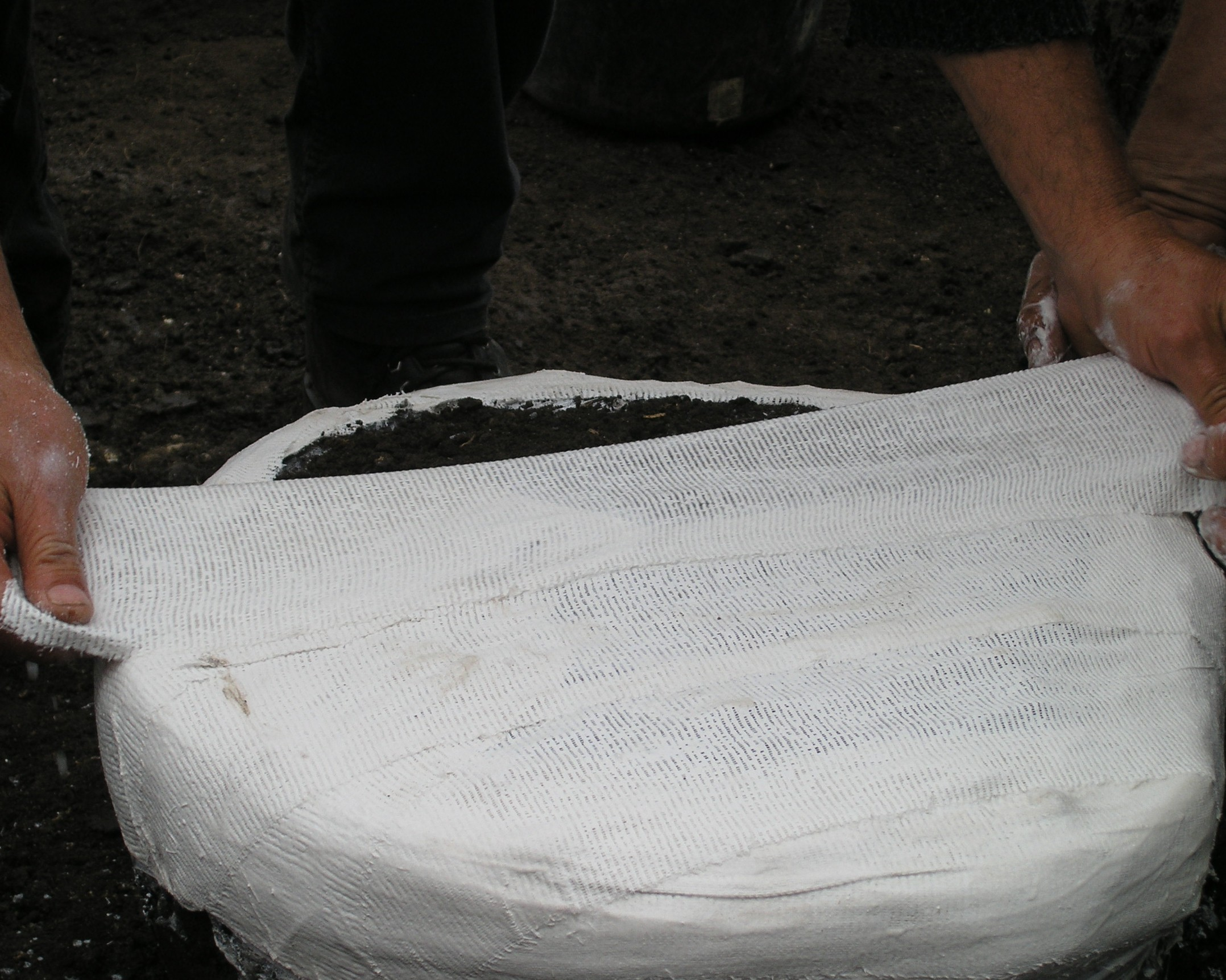
Stabilisierung der Oberseite mit bis zu drei Lagen Gipsbinde
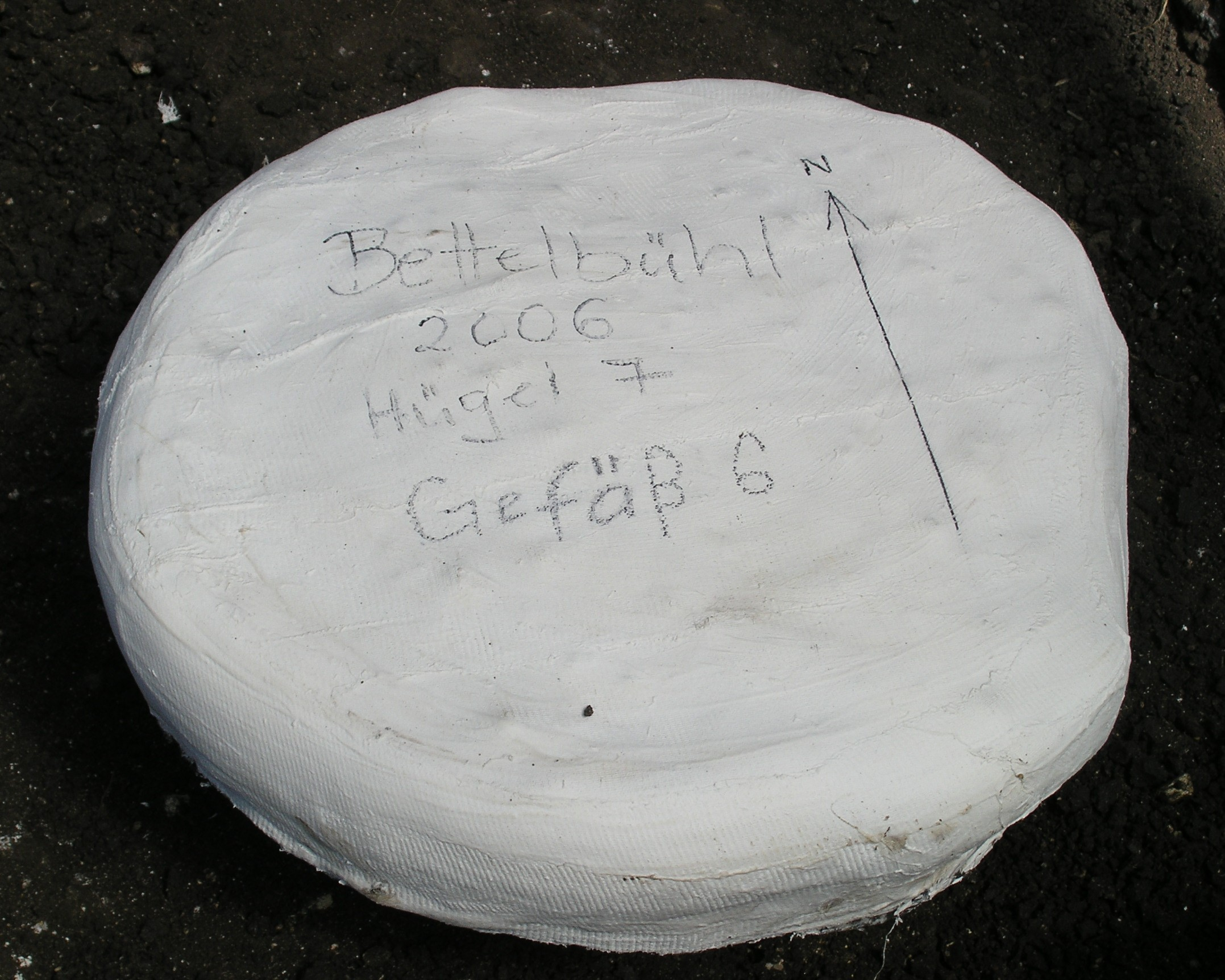
Bezeichnung des Funds und seiner Lage
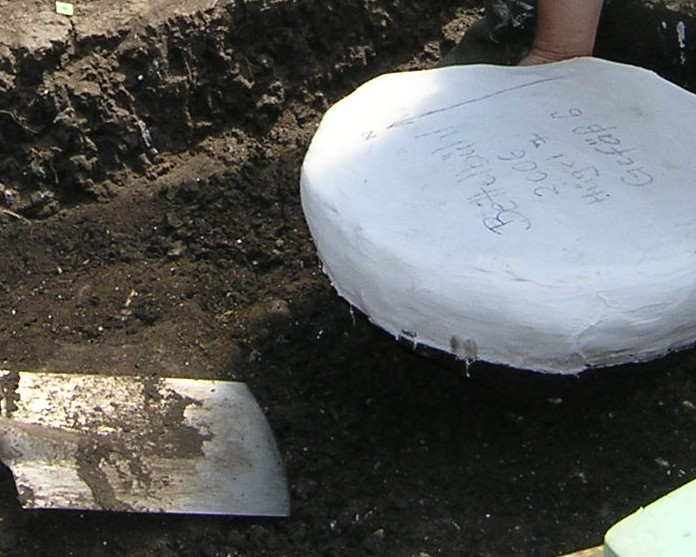
Nach dem Wenden des Blocks wird auch die Unterseite eingegipst.

### Kindergrab
Im Herbst 2005 entdeckte der Archäologe Siegfried Kurz auf einem weiteren verflachten Hügel nordwestlich des Bettelbühls Reste eines Kindergrabes. Ein zwei- bis vierjähriges Mädchen war mit kostbarem Schmuck bestattet worden: je zwei mit Goldblech verkleidete Bronzefibeln und filigran verzierte Goldanhänger sowie zahlreiche kleine Glasringperlen, mehrere Bronzeringe, ein Bronzearmring und ein so genannter Kettenschieber aus Geweih. Die Altersbestimmung der Bestatteten erfolgte anhand von Zahnschmelzkappen, weitere Skelettteile hatten sich in dem sauren Boden nicht erhalten. Die kunstvoll gestalteten Anhänger deuten auf eine etruskische Herkunft hin. Die reiche Trachtausstattung gab Anlass, einen Zusammenhang mit dem keltischen Fürstensitz auf der Heuneburg zu vermuten.

### Fürstinnengrab
Auf demselben Acker öffnete 2010 das Landesamt für Denkmalpflege Baden-Württemberg eine weitere Grabungsfläche. Dabei wurde ein vier mal fünf Meter großes Kammerschachtgrab des 6. Jahrhunderts v. Chr. mit reichen Beigaben aus Gold, Bernstein, Gagat (Pechkohle) und Bronze entdeckt. Durch die Lagerung in staunassem Boden war das Holz der Eichenbohlen gut konserviert. Das gesamte Grab konnte daher bei Frost am 28. Dezember 2010 im Block geborgen werden. Anlässlich der Bergung wurde der Fund der Öffentlichkeit vorgestellt.
Die fachgerechte Untersuchung und wissenschaftliche Auswertung wurde unter Laborbedingungen vorgenommen. Dabei wurden zwei weibliche Skelette freigelegt. Das eine war sehr reich geschmückt und wird daher „Keltenfürstin“ genannt. Beim zweiten fand sich nur ein Bronzearmring und es ist noch unklar, ob es sich um eine Begleiterin der Fürstin oder eine spätere Nachbestattung handelt. Neben den Hölzern der Grabkammern wurde weiteres organisches Material gefunden. Dessen Aufarbeitung wird technikgeschichtliche Aufschlüsse geben. Die Aufarbeitung der Blockbergung wurde 2013 abgeschlossen. Die dendrochronologische Untersuchung der Hölzer ermöglichte eine Datierung der Bestattung auf das Winterhalbjahr 583/582 v. Chr.
Das Projekt „Keltenblock“ hat in der Öffentlichkeit große Resonanz gefunden. Funde aus dem Grab wurden vom 15. September 2012 bis 17. Februar 2013 in der Landesausstellung Die Welt der Kelten in Stuttgart gezeigt. Eine Gesamtschau der Grabbeigaben stellte Landesarchäologe Dirk Krausse im Dezember 2013 der Öffentlichkeit vor. Dazu gehören über 40 goldene Schmuckstücke und über 100 aus Bernstein.

### Keltenblock 2.0
Ab 2019 wurde das Gelände in der Nachbarschaft des Fürstinnengrabs durch das Landesamt für Denkmalpflege weiter untersucht, was zur Entdeckung eines zweiten Holzkammergrabes führte. Auch in diesem weisen erste Funde von Gold- und Bernstein-Objekten auf eine reiche Ausstattung hin. Es wurde am 6. Oktober 2020 als 80 Tonnen schwerer Block geborgen. Die weitere Freilegung, Erforschung und Konservierung unter Laborbedingungen wird einige Jahre in Anspruch nehmen.